# Daniel Bahl
Daniel Bahl (født 17. nov. 1984) aka. girafpingvin, er en dansk TikTok og YouTube content creator, som er kendt for at være en nørd der laver videoer om alt fra gaming og coding til sociale hangouts på OmeTV og Omegle. Daniel blev især kendt med Clara fra bussen.  der gik viralt på TikTok med over 500.000 unikke visning på 48 timer, og nu (red. marts 2022) har over 800.000 visninger.
Daniel har også medvirket i flere TV-programmer som bl.a. Dybvaaaaad! og Nørregårds Netfix. Han har også leveret indhold til andre medier som bl.a. MX, Ekstra Bladet.
Daniel er tech-iværksætter og har flere virsomheder bag sig. I 2013 solgte han ServerHosting A/S og WebGlobe A/S til hosting-giganten team.blue.